# Rutkowo (Dźwierzuty)
Rutkowo (deutsch Ruttkowen, 1938 bis 1945 Ruttkau) ist ein Ort in der polnischen Woiwodschaft Ermland-Masuren und gehört zur Gmina Dźwierzuty (Mensguth) im Powiat Szczycieński (Kreis Ortelsburg).

## Geographische Lage
Rutkowo liegt in der südlichen Mitte der Woiwodschaft Ermland-Masuren, 22 Kilometer nördlich der Kreisstadt Szczytno (deutsch Ortelsburg).

## Geschichte
Das  vor 1785 Rutichen und nach 1785 Rutkowen genannte Dorf wurde wohl um 1414 gegründet. 1775 heißt es über Rutichen: „Die Einsassen leben von Ackerbau, Viehzucht und etwas Leinwandweberei. Vermögensumstände: Sehr schlecht“.
Im Jahre 1874 wurde Ruttkowen in den neu errichteten Amtsbezirk Przytullen (polnisch Przytuły) eingegliedert, der – 1938 in „Amtsbezirk Steinhöhe“ umbenannt – bis 1945 bestand und zum ostpreußischen Kreis Ortelsburg gehörte. Im Jahre 1910 zählte Ruttkowen 169 Einwohner. Aufgrund der Bestimmungen des Versailler Vertrags stimmte die Bevölkerung im Abstimmungsgebiet Allenstein, zu dem Ruttkowen gehörte, am 11. Juli 1920 über die weitere staatliche Zugehörigkeit zu Ostpreußen (und damit zu Deutschland) oder den Anschluss an Polen ab. In Ruttkowen stimmten 142 Einwohner für den Verbleib bei Ostpreußen, auf Polen entfielen keine Stimmen. Die Einwohnerzahl stieg bis 1933 auf 343.
Am 3. Juni – amtlich bestätigt am 16. Juli – 1938 wurde Ruttkowen aus politisch-ideologischen Gründen der Abwehr fremdländisch klingender Ortsnamen in „Ruttkau“ umbenannt. Die Einwohnerzahl lag 1939 bei 266.
In Kriegsfolge kam das Dorf 1945 mit dem gesamten südlichen Ostpreußen zu Polen und erhielt die polnische Namensform „Rutkowo“. Heute ist es ein Ort innerhalb der Landgemeinde Dźwierzuty (Mensguth) im Powiat Szczycieński (Kreis Ortelsburg), bis 1998 der Woiwodschaft Olsztyn, seither her Woiwodschaft Ermland-Masuren zugeordnet.

## Kirche
Bis 1945 war Ruttkowen resp. Ruttkau in die evangelische Kirche Theerwisch in der Kirchenprovinz Ostpreußen und in die katholische Kirche Mensguth im Bistum Ermland eingepfarrt. Heute gehört Rutkowo katholischerseits zu Kobułty (Kobulten) im jetzigen Erzbistum Ermland.  Evangelischerseits ist Rutkowo nun zur Kirche in Dźwierzuty orientiert – der Diözese Masuren der Evangelisch-Augsburgischen Kirche in Polen zugehörig.

## Schule
Die Dorfschule wurde während der Regentschaft Königs Friedrich Wilhelm I. gegründet.

## Verkehr
Rutkowo liegt an einer Nebenstraße, die von Gisiel (Geislingen) an der polnischen Landesstraße 57 (einstige deutsche Reichsstraße 128) nach Popowa Wola (Pfaffendorf) führt. In der Gemarkung Rutkowo lag bis 1992 bzw. 2002 die Bahnstation Popowa Wola-Grodziska (deutsch Pfaffendorf-Burggarten) und war ein Haltepunkt an der Bahnstrecke Czerwonka–Szczytno (deutsch Rothfließ–Ortelsburg), die jedoch nicht mehr befahren wird.